# Unión-PRO
Unión-PRO fue una alianza política de centroderecha que surgió en Argentina en 2007 integrada por los siguientes partidos: Propuesta Republicana (ex Compromiso para el Cambio), Unión del Centro Democrático (UCeDé), Recrear para el Crecimiento, Partido Federal, Unión Celeste y Blanco, Partido Popular Cristiano Bonaerense y Partido Nuevo Buenos Aires.

## Debut electoral
Se produjo en las elecciones presidenciales de 2007 en Argentina, sacando un resultado de 15% en la lista para la gobernación de la provincia de Buenos Aires y un 9,5% en las elecciones legislativas de ese mismo año.

## Desempeño a nivel provincial
En las elecciones provinciales de Buenos Aires de 2007, Mauricio Macri formó una nueva alianza electoral con Francisco De Narváez llamada Unión-PRO, la cual presentó la fórmula Francisco de Narváez y Jorge Macri como candidatos a gobernador y vicegobernador. Para diputados nacionales la lista fue encabezada por Jorge Macri con Pinky Satragno y Juan José Álvarez en segundo y tercer lugar respectivamente. De Narváez obtuvo el tercer lugar con el 15% de los votos, mientras que la lista legislativa obtuvo 9,5%. En este distrito Recrear para el Crecimiento presentó candidatos propios, enfrentándose a Unión-PRO. Como candidato a gobernador postuló a Sergio Nahabetián, obteniendo el 1% de los votos y al mismo Ricardo López Murphy como candidato a diputado nacional, quien no logró ingresar a la Cámara.
Para las elecciones legislativas de 2009, presentó a Francisco de Narváez y a Felipe Solá como primeros candidatos, quienes triunfaron por una diferencia de poco más de 2 puntos sobre la lista que presentó el oficialismo encabezada por el expresidente Néstor Kirchner y Daniel Scioli.